# برطیه
برطیه (به عربی: برطية) یک منطقهٔ مسکونی در عربستان سعودی است که در استان مدینه واقع شده‌است.